# Баласанян, Самвел Мисакович
Самве́л Миса́кович Баласаня́н (арм. Սամվել Միսակի Բալասանյան; род. 12 октября 1954, Ленинакан, Армянская ССР) — армянский предприниматель и государственный деятель, мэр города Гюмри (с 2012 года).

## Биография
- 1971—1976 — Ленинаканский государственный педагогический институт им. М. Налбандяна. Педагог-математик.
- 1976—1977 — служба в советской армии.
- 1977—1978 — рабочий на Ленинаканском пивоваренном заводе, а затем технолог на кондитерской фабрике.
- 1977—1983 — Московский институт пищевой промышленности. Технолог-пищевик.
- 1992—1999 — был директором Ленинаканского пивоваренного завода.
- 1999—2003 — был депутатом Национального собрания Армении. Член постоянной комиссии по социальным вопросам, по вопросам здравоохранения и охраны природы. Член депутатской группы «Стабильность», затем депутатской группы «Аграрно-промышленное народное объединение».
- 2003—2007 — вновь депутат парламента. Член постоянной комиссии по финансово-кредитным, бюджетным и экономическим вопросам. Председатель временной комиссии по изучению возможностей восстановления и возврата сберегательных вкладов граждан в «Армсбербанке». Член партии «Оринац Еркир» и руководитель одноименной фракции.
- В 2005 г. награждён почётной медалью Национального собрания.
- 12 мая 2007 — переизбран депутатом парламента.
- С 2009 г. — член и заместитель председателя партии «Процветающая Армения».
- 7 октября 2010 — избран заместителем председателя Национального собрания.
- с 9 сентября 2012 — мэр города Гюмри[1].

Женат, трое детей.